# Emmanuel Quidet
Pour les articles homonymes, voir Quidet.
Emmanuel Quidet, né le 10 décembre 1959 à Neuilly-sur-Seine, est une personnalité franco-russe du monde des affaires.

## Biographie
Emmanuel Quidet naît le 10 décembre 1959 à Neuilly-sur-Seine.
En 1985 il sort diplômé de l'European Business School de Paris. 
En 1995, il s'installe à Moscou, expatrié par Ernst & Young (devenu EY) et désormais associé du cabinet d'audit.
En 1997, il cofonde la Chambre de commerce et d'industrie franco-russe et en est le président.
Depuis le printemps 2022, il siège au conseil d’administration de Novatek, le géant gazier allié de total Energies, de son ami l'oligarque Guennadi Timtchenko.
La même année il obtient la nationalité russe.